# Carlos Baena
Carlos Baena (Las Palmas, Ilhas Canárias, 7 de dezembro de 1974) é um animador, diretor e cofundador da escola online Animation Mentor, que foi inaugurada em março de 2005. Foi a primeira escola pós-secundária que ajudou os alunos a seguirem a carreira de animação. Na escola, os alunos trabalham com mentores de grandes estúdios em um ambiente de produção e se formam com um demo reel profissional.

## Início de vida
Baena nasceu nas Las Palmas, Ilhas Canárias, e foi criado em Madrid, Espanha. Em 1993, ele veio para os Estados Unidos para frequentar a Universidade de São Francisco e a Academy of Art University. Depois de se formar em junho de 1998, ele encontrou um emprego como animador de comerciais na Will Vinton Studios em Portland, Oregon. Quatro meses depois, ele voltou a São Francisco para trabalhar em spots e curtas-metragens na Click 3X e WildBrain. Trabalhar em comerciais e curtas-metragens o ajudou a garantir uma posição na Industrial Light & Magic (ILM) na São Rafael, Califórnia. em março de 2001. Na (ILM), Baena trabalhou como animador em Jurassic Park III (2001), Men in Black II (2002) e Star Wars: Episódio 2 – Ataque dos Clones (2002). Eventualmente, Baena trocou a ILM pela Pixar em 2002, onde trabalhou nos filmes Procurando Nemo (2003), Os Incríveis (2004), Carros (2006), Ratatouille (2007), WALL-E (2008) e Toy Story 3 (2010), bem como no curta-metragem Boundin' (2003).

## Animation Mentor
Baena trabalha com os outros cofundadores, Bobby Beck, CEO e presidente do AnimationMentor.com, e Shawn Kelly para definir e moldar a direção geral da escola. Baena equilibrou suas responsabilidades de cofundador com seu trabalho de animador em tempo integral na Pixar em Emeryville, Califórnia.

## Prêmios
Em Carros, Baena animou várias cenas com os dois carros italianos Guido e Luigi e recebeu uma indicação ao Annie Award de Melhor Animação de Personagem em 2007 por seu trabalho.
Premios Fugaz al cortometraje español
| Ano  | Prêmio                   | Filme    | Resultado |
| ---- | ------------------------ | -------- | --------- |
| 2019 | Melhor Curta de Animação | La Noria | Venceu    |

- O curta-metragem La Noria ganhou mais de 75 prêmios e foi exibido em mais de 150 festivais.

## Filmografia

### Diretor
- La Noria (2018)

### Animador
- Hubert's Brain (2001) - (animador)
- Exploring the Reef (2003) - (curta-metragem; animador)
- Procurando Nemo (2003) - (animador)
- Boundin' (2003) - (animador)
- Os Incríveis (2004) - (animador)
- Carros (2006) - (animador)
- Ratatouille (2007) - (animador)
- WALL-E (2008) - (animador)
- Toy Story 3 (2010) - (animador)

### Efeitos Visuais
- Jurassic Park III (2001) - (animador)
- Star Wars: Episódio 2 – Ataque dos Clones (2002) - (animador: ILM)
- MIB - Homens de Preto 2 (2002) - (animador: sequências de perseguição aérea e correios, ILM)